# 安妮·里莫因
安妮·沃爾什·里莫因（英語：Anne Walsh Rimoin，约1970年—）是一名美國流行病學家，她的研究重點是新興傳染病（EIDs），特別是那些從動物到人類群體的跨物種傳染病。她是加利福尼亞大學洛杉磯分校菲爾丁公共衛生學院和格芬醫學院傳染病部的流行病學教授，也是全球和移民健康中心的主任。她是國際公認的伊波拉流行病學、人類猴痘和中部非洲疾病出現方面的專家。

## 早年生活和教育
里莫因的父母是瑪麗安·里莫因（Maryann Rimoin）和大衛·里莫因，大衛·里莫因是一位加拿大裔美國醫生，因其在侏儒症和可遺傳性疾病的遺傳學研究方面的貢獻而知名。里莫因在米德爾伯里學院獲得非洲歷史文學學士學位，在加利福尼亞大學洛杉磯分校菲爾丁公共衛生學院獲得公共衛生碩士學位，並在約翰霍普金斯大學彭博公共衛生學院獲得博士學位。她還曾在西非的貝寧擔任和平隊志願者，在那裡她開始她的公共衛生事業，與聯合國兒童基金會和卡特中心一起從事根除麥地那龍線蟲的工作。

## 職業生涯
里莫因是加利福尼亞大學洛杉磯分校喬納森和卡琳·菲爾丁公共衛生學院（FSPH）以及大衛·格芬醫學院傳染病科的流行病學教授。她是加利福尼亞大學洛杉磯分校全球和移民健康中心 （页面存档备份，存于）的主任。此外，她還是UCLA-DRC健康研究和培訓項目 （页面存档备份，存于）的創始人和主任。2020年，她帶頭發起COVID-19快速反應倡議，以保護和測試洛杉磯的一線工作人員，並對SARS-CoV-2無症狀感染、免疫和相關流行病學進行重要研究。
2021年，她被任命為加利福尼亞大學洛杉磯分校菲爾丁公共衛生學院新設立的戈登·萊文傳染病和公共衛生捐贈講座。她以大力倡導全球健康公平和在低資源環境中建設研究能力而聞名，特別是在撒哈拉以南非洲。
自2002年以來，里莫因一直在剛果民主共和國工作，她在那裡創立加利福尼亞大學洛杉磯分校-剛果民主共和國健康研究和培訓項目，以培訓美國和剛果的流行病學家在資源匱乏、後勤複雜的環境中進行高影響力的傳染病研究。她在那裡的研究取得了一些重要的發現，包括自天花疫苗接種停止後猴痘的出現，以及人類中的猴泡沫病毒的新菌株。她的工作從根本上了解了伊波拉出血熱在已知最古老的伊波拉病毒疾病倖存者群體中的長期後果，以及衛生工作者對伊波拉病毒疫苗免疫反應的持久性。
里莫因最近獲選為美國熱帶醫學和衛生學會會士。

## 大眾媒體
里莫因在新興傳染病和科學傳播方面的專業知識使她成為地方、國家和國際新聞媒體的定期主題專家撰稿人。她經常出現在ABC、NBC、CBS、福斯、BBC、彭博、CNBC、福斯財經網、CNN和波譜新聞臺等節目和時事節目中，其中包括：布萊恩·威廉姆斯的《The 11th Hour》和比爾·馬厄的《馬厄脫口秀》節目，討論COVID-19。里莫因提供了關於COVID-19安全的建議，並在第93屆奧斯卡金像獎頒獎典禮上發表關於接種COVID-19疫苗的重要性的公益廣告。該片段在ABC的奧斯卡頒獎典禮前「聚光燈下」節目中播出。
在印刷品方面，里莫因的工作已經在《紐約時報》、《大西洋》、《科學美國人》、《自然》和《國家地理》以及100多篇研究文章和書籍章節中得到報導。

## 榮譽
- 米德爾伯里學院校友成就獎（2017年）
- 美國熱帶醫學和衛生學會（英语：American Society of Tropical Medicine and Hygiene）會士（2019年）
- 約翰霍普金斯全球成就獎（2022年）

## 外部連結
- 安妮·里莫因的X（前Twitter）
- 由Google学术搜索索引的安妮·里莫因出版物